# Theatergesellschaften der Niederlande
Theatergesellschaften der Niederlande
Eine Theatergesellschaft (niederländisch Theatergezelschap) ist eine fest zusammengeschlossene Gruppe von Schauspielern, Dramaturgen, Regisseure und Techniker, zumeist an einem festen Theater, die regelmäßig zuvor einstudierte Theaterstücke zur Aufführung bringt. Hierbei kann, wie beim Theater üblich, zwischen Saisonaufführungen und Repertoirestücken unterschieden werden. Ein Künstlerischer Leiter bestimmt hierbei die Ausrichtung der Gesellschaft.
Die Niederlande haben mehrere Dutzend professionelle Theaterkompanien, von denen die meisten eine staatliche Kulturförderung erhalten. Neun große niederländische Bühnengesellschaften, darunter die „Friestalige Toneelgezelschap“ Tryater (Friesischsprachige Theatergesellschaft), erhalten direkte Subventionen vom Staat. Sie formen die hier sogenannte „Basisinfrastruktur“. Zu nennen sind die vier größten Theatergesellschaften: Toneelgroep Amsterdam, Het Nationale Toneel, das Noord Nederlands Toneel und die Toneelgroep Oostpool. Des Weiteren die vier mittelgroßen Gesellschaften: RO Theater (Rotterdam), Toneelgroep Maastricht, Het Zuidelijk Toneel (Provinz Noord-Brabant) und das Theater Utrecht.
Die Organisationen erhalten oftmals zusätzliche Hilfen ihrer Kommunen oder Provinzen. Andere niederländische Theatergesellschaften erhalten Gelder aus dem Fonds Podiumkunsten, einem Kulturfonds der sich ebenfalls aus Steuermitteln speist, allerdings alle Formen der darstellenden Kunst unterstützt. Zudem tragen auch private Förderer und Fördermittel die Arbeit der kleineren Theatergruppen. Zu nennen sind u. a. Toneelgroep De Appel, Orkater (angeschlossen: De Mexicaanse Hond), Dood Paard oder De Warme Winkel. Die meisten professionellen Theatergesellschaften der Niederlande sind – mit oder ohne Gewinnerzielungsabsicht – als Stiftung aufgestellt.
Darüber hinaus finden sich in den Niederlanden noch viele kleine und kleinste Amateurtheater, die von studentischen Theatergruppen bis hin zu lokalen Nachbarschafts- oder Dorftheatergruppen reichen.